# Курие де Балкан (1904 – 1911)
Вижте пояснителната страница за други значения на Курие де Балкан.
„Курие де Балкан“ (на френски: Le Courrier des Balkans, в превод Балкански куриер) е арумънско списание, издавано в Букурещ, Румъния на френски език от 1904 година до 1911 година под ръководството на Николае Папахаджи. Подзаглавието му е „Орган на румънския интерес в Турция“ (organe des interet roumains en Turquie).
Издавано е от Обществото за македонорумънска култура. Излиза три пъти в месеца, на 10, 20 и 30 число. Излизат 164 броя. Текстове са писани само на френски език и обикновено са анонимни, понякога са подписани от редактора с акроним или в редки случаи от Атанасие Диаманди или д-р Леонте Анастасиевич, президент на Обществото.
В броя от 5 юни Папахаджи излага програмата и целта на списанието:
| „ | Ние сме народ, който живее от векове наред в Македония, Епир, Тесалия и Албания. Коренът на рода ни е латински и ние се наричаме румънци, макар други да ни назовават куцовлахи. Ние сме опазили през годините собствения си етнически характер, обичаите, традициите и езика си, румънци сме и искаме такива да останем. | “ |

През 1905 година с ираде от 22 май, султанът признава румънската народност в Турция и „Курие де Балкан“ пише:
| „ | Негово величество султанът, като взима предвид молбите, издигнати пред Имперския Му трон, от подчинените му аромъни, благовори да разпореди, щото, те да се радват на гражданските права, на които се радват и останалите подчинени мюсюлмани. | “ |

В края на май 1905 година списанието публикува статията „Един триумф“, в която се правят възхвалителни оценки по адрес на султана, а денят 9/22 май става национален празник на арумъните на Балканския полуостров. Списанието третира политически проблеми на арумъните, публикува статии за историята на арумъните в Македония, Епир и Тесалия. През 1909 година Румънската национална банка изпраща на Папахаджи 2500 леи дотация.